# Reimond Manco
Reimond Orángel Manco Albarracín (ur. 23 sierpnia 1990 w Limie) – peruwiański piłkarz z obywatelstwem wenezuelskim, występujący najczęściej na pozycji ofensywnego pomocnika, obecnie zawodnik peruwiańskiego Sport Boys.
Znany między innymi z kontrowersyjnych zachowań Manco urodził się w stolicy Peru, Limie, jednak większość dzieciństwa spędził w Wenezueli. Piłkę nożną zaczął uprawiać zawodowo w wieku piętnastu lat, w peruwiańskiej szkółce piłkarskiej Cantolao. Po kilku miesiącach został piłkarzem młodzieżowego zespołu Alianzy Lima. Do pierwszego zespołu został włączony wiosną 2007 i w kwietniu zadebiutował w lidze peruwiańskiej. W latach 2008–2010 był zawodnikiem holenderskiego klubu PSV Eindhoven, w barwach którego rozegrał dwa spotkania w Eredivisie, a także jeden mecz w Lidze Mistrzów UEFA. Z PSV wypożyczany był do holenderskiego Willem II oraz peruwiańskiego Juan Aurich. Latem 2010 definitywnie przeniósł się do drużyny z siedzibą w Chiclayo. Wiosną 2011 przebywał na wypożyczeniu w Atlante. Jego umowa z meksykańskim zespołem została rozwiązana z winy zawodnika w marcu. Po powrocie do Juan Aurich wywalczył z zespołem mistrzostwo Peru w rozgrywkach Descentralizado 2011. Wiosną 2012 został dyscyplinarnie odsunięty od składu i wypożyczony do Leónu de Huánuco.
W połowie 2012 roku Manco wyjechał do Kataru, podpisując umowę z Al-Wakrah SC, gdzie jednak przez pół roku nie zagrał w żadnym spotkaniu. Szybko powrócił do ojczyzny, na zasadzie wypożyczenia, przechodząc do drużyny beniaminka pierwszej ligi, Club Universidad Técnica de Cajamarca.
W 2005 roku Manco reprezentował Wenezuelę na Mistrzostwach Ameryki Południowej U–15, jednak ostatecznie zdecydował się występować w peruwiańskiej kadrze. Podczas gry w reprezentacji Peru U–17 został wybrany najlepszym piłkarzem Młodzieżowych Mistrzostw Ameryki Południowej 2007, co zaowocowało wieloma ofertami z klubów europejskich. W tym samym roku awansował z reprezentacją narodową do ćwierćfinału Mistrzostw Świata U–17. Wystąpił w czterech meczach na Mistrzostwach Ameryki Południowej U–20 2009. W seniorskiej kadrze Peru zadebiutował 6 lutego 2008 w meczu z Boliwią.

## Życie prywatne
Manco przyszedł na świat w Lurín, jednej z najbiedniejszych dzielnic stolicy Peru, Limy, jako syn José Manco i Angeli Marii Albarracín. Posiada trzy siostry, jego kuzynem jest inny peruwiański piłkarz – Paulo Albarracín. W 1992 roku rodzice Manco zadecydowali o przeprowadzce do krewnych, mieszkających w Wenezueli. Zawodnik mieszkał w tym kraju do ósmego roku życia, a następnie w latach 2003–2005. Idolami piłkarskimi Manco są Jefferson Farfán, Carlos Tévez, Rodrigo Palacio oraz Juan Román Riquelme.
W wieku osiemnastu lat Manco wziął ślub z modelką Fiorellą Vento. Uroczystość miała miejsce 29 stycznia 2009 w Lurín. Para rozstała się kilkanaście miesięcy później. Później spotykał się z innymi modelkami, Fiorellą Alzamorą i Shirley Aricą.

## Kariera klubowa

### Alianza
Po powrocie do Peru matka nastoletniego wówczas Manco, widząc u syna ponadprzeciętny talent do gry w piłkę, zapisała go do szkółki piłkarskiej Academia Cantolao. W 2002 roku, w barwach Cantolao młody zawodnik wziął udział w szwedzkim Gothia Cup – największym na świecie młodzieżowym turnieju. Z pierwszych zarobionych dzięki grze w piłce pieniędzy Manco sfinansował operację matki oraz umożliwił ojcu leczenie cukrzycy.
Podczas gry w Cantolao Manco został zauważony przez skautów stołecznej Alianzy. Niedługo dołączył do rezerw tego klubu i występował na przemian w zespole do lat siedemnastu i dwudziestu. Do seniorskiej drużyny dołączył na początku sezonu 2007. Szansę debiutu w peruwiańskiej Primera División otrzymał od trenera Gerardo Pelusso w wieku szesnastu lat, 7 kwietnia 2007 w wygranym 2:0 spotkaniu z Alianzą Atlético de Sullana, wchodząc na plac gry w 87 minucie za Júniora Rossa. We wrześniu 2007 nowym szkoleniowcem Alianzy został Chilijczyk Miguel Ángel Arrué, który zaczął dawać szansę gry młodym piłkarzom, którzy uczestniczyli w MŚ U–17 2007. Pierwszą bramkę w lidze peruwiańskiej Manco strzelił 2 grudnia 2007 w wygranym 3:2 spotkaniu z Coronelem Bolognesi. Kolejne dwa gole zdobył 23 marca 2008 w zremisowanym 1:1 meczu z José Gálvez oraz 25 czerwca 2008 w wygranej 2:1 konfrontacji z Universidadem César Vallejo. W grudniu 2007 został wybrany przez internautów sportowcem roku w Peru – w głosowaniu wyprzedził surferkę Sofíę Mulánovich oraz tenisistę Luisa Hornę. 24 lutego 2008, niedługo po podpisaniu kontraktu z PSV Eindhoven, który miał zacząć obowiązywać dopiero od 1 lipca, Manco wywołał poruszenie w mediach swoją wypowiedzią, jakoby marnuje czas w Peru grając dla Alianzy. Później przeprosił kibiców i piłkarzy klubu za swoje słowa. Zawodnik był także podejrzany o rozpoczęcie 24 maja 2008 bójki w dyskotece, czemu jednak zaprzeczył.

### PSV
W 2007 roku, podczas Mistrzostw Ameryki Południowej U–17, dobra forma prezentowana przez Manco została dostrzeżona przez Pieta de Vissera, skauta ówczesnego mistrza Holandii – PSV Eindhoven. De Visser porównał go do młodego Jeffersona Farfána, reprezentanta Peru i zawodnika drużyny z Eindhoven. Zainteresowane zatrudnieniem wychowanka Academii Cantolao były też kluby takie jak Boca Juniors, River Plate, Real Madryt, Liverpool, Chelsea, Inter Mediolan, A.C. Milan, ACF Fiorentina i FC Barcelona. W lutym 2008 piłkarz, razem ze swoim ojcem, agentem Raúlem Gonzálezem i prezydentem Alianzy Carlosem Franco, udał się do Holandii na negocjacje dotyczące kontraktu, był także obecny na ligowym meczu PSV z sc Heerenveen. 9 lutego 2008 oficjalna strona PSV podała informację, iż Manco podpisał z zespołem pięcioletni kontrakt. Holenderski klub wykupił go z Alianzy za sumę 2 milionów dolarów (30% kwoty zgodnie z wcześniejszą umową otrzymała Academia Cantolao). Była to najwyższa transakcja w historii peruwiańskiego futbolu. Jednocześnie Alianza i PSV zawarły trzyletnią umowę o współpracy. W przedsezonowym meczu towarzyskim z angielskim Newcastle United (2:2) Manco strzelił pierwszego gola w barwach nowego zespołu. W oficjalnym meczu pierwszej drużyny zawodnik zadebiutował 23 września 2008 w wygranej 3:0 konfrontacji z rezerwami PSV, w drugiej rundzie Pucharu Holandii. Premierowy mecz w Eredivisie 18-letni Peruwiańczyk rozegrał 29 listopada 2008 z sc Heerenveen. Spotkanie zakończyło się wynikiem 2:2, a Manco pojawił się na placu gry w 81 minucie i kilka sekund później zanotował asystę przy kontaktowym trafieniu Danny'ego Koevermansa. Za ten występ były zawodnik Alianzy otrzymał dobre recenzje. Drugie, a zarazem ostatnie spotkanie ligowe w barwach klubu z Eindhoven peruwiański pomocnik rozegrał 6 grudnia 2008 z FC Groningen. Pojawił się na boisku w doliczonym czasie gry za Danko Lazovicia. Podczas gry w Eindhoven Manco nie potrafił wywalczyć sobie miejsca w podstawowej jedenastce PSV, mając za konkurentów do gry w składzie Balázsa Dzsudzsáka, Danny'ego Koevermansa, Danko Lazovicia, Nordina Amrabata i Olę Toivonena. Do nieudanego pobytu w PSV przyczyniły się także częste kontuzje odnoszone przez piłkarza oraz nie najlepsze stosunki z trenerem Fredem Ruttenem, który trenował Manco jesienią 2009.
Manco w barwach PSV brał także udział w Lidze Mistrzów UEFA 2008/2009. Jedyny występ w tych rozgrywkach zanotował 9 grudnia 2008, kiedy to drużyna prowadzona przez Huuba Stevensa przegrała 1:3 z Liverpoolem w szóstej kolejce rundy grupowej. Peruwiańczyk zmienił w 80 minucie Edisona Méndeza. PSV ostatecznie zajęło ostatnie miejsce w liczącej cztery drużyny grupie i nie awansowało do fazy pucharowej.

### Willem II
2 lutego 2009 Manco na zasadzie wypożyczenia do końca sezonu 2008/2009 zasilił holenderski zespół Willem II. W barwach ekipy z Tilburga rozegrał dwa spotkania w Eredivisie: 13 lutego przeciwko Utrechtowi (0:2, grał do 61 minuty) i 28 lutego przeciwko Heracles Almelo (0:3, wszedł w 67 minucie). W obydwóch spotkaniach piłkarz spisał się poniżej oczekiwań. Na zakończenie rozgrywek drużyna Willem II zajęła dwunaste miejsce w tabeli (na osiemnaście zespołów).

### Juan Aurich
22 grudnia 2009 ogłoszono, że rundę wiosenną sezonu 2010 Manco spędzi w ojczyźnie, w zespole Juan Aurich. Głównym powodem jego powrotu do rodzinnego kraju była chęć regularnej gry, która pozwoliłaby mu się dostać do składu reprezentacji narodowej. Peruwiańczyk związał się z nową drużyną półrocznym wypożyczeniem. Pierwsze oficjalne spotkanie w klubie z siedzibą w Chiclayo rozegrał 28 stycznia 2010 przeciwko meksykańskiemu Estudiantes Tecos. Mecz ten, wygrany ostatecznie przez Juan Aurich 2:0, odbył się w rundzie wstępnej Copa Libertadores, natomiast Manco wystąpił w nim przez pełne 90 minut. Swój debiut ligowy w barwach Aurich reprezentant Peru zanotował 15 lutego 2010 w zakończonej remisem 1:1 konfrontacji Juan Aurich z Melgar. 19-latek wybiegł na boisko w podstawowym składzie i w 62 minucie otrzymał drugą żółtą i w konsekwencji czerwoną kartkę. Pierwszą bramkę dla Juan Aurich Manco strzelił 17 marca 2010 w spotkaniu ze swoim byłym klubem, Alianzą Lima, wchodzącym w skład czwartej kolejki fazy grupowej Copa Libertadores. Podwyższył wówczas prowadzenie swojego zespołu na 3:1 (ostateczny wynik meczu to 4:2). Podczas rozgrywek pierwszej rundy ligi peruwiańskiej w sezonie Descentralizado 2010 Manco wystąpił w 21 spotkaniach (w tym 18 wyjściowej jedenastce), strzelając dwie bramki (21 marca w wygranym 3:0 meczu ze Sport Boys oraz 20 czerwca w zremisowanym 1:1 spotkaniu z Universidadem San Martín). Jego drużyna zajęła szóste miejsce (na szesnaście zespołów) w ligowej tabeli z dorobkiem 48 punktów na koncie. Latem 2010 zatrudnieniem Manco było zainteresowane pięć ekip hiszpańskiej Primera División – CA Osasuna, Atlético, Real Saragossa, Deportivo La Coruña oraz RCD Mallorca. Ostatecznie 16 lipca 2010 władze klubu Juan Aurich wykupiły z PSV Eindhoven 19-latka za nieujawnioną kwotę. Zawodnik związał się z drużyną trzyletnią umową. W ligowej rundzie jesiennej (tzw. Liguilli) pojawił się na boisku 8 razy, strzelając bramkę 28 października w wygranym 3:1 spotkaniu ze Sportem Huancayo. Na koniec sezonu Descentralizado 2010 Manco utrzymał ze swoją drużyną szóstą lokatę w tabeli, co umożliwiło Juan Aurich występy w Copa Sudamericana 2011. W grudniu 2010 20-letni zawodnik był łączony z transferem do kanadyjskiego Toronto FC.
Manco w barwach Juan Aurich brał udział w turnieju Copa Libertadores 2010. W rozgrywkach tych Peruwiańczyk rozegrał siedem spotkań (dwa w fazie wstępnej – z Estudiantes Tecos – oraz pięć w fazie grupowej – po dwa z Estudiantes i Alianzą, a także jedno z Bolívarem), strzelając bramkę w meczu z Alianzą. Jego zespół zajął trzecie, przedostatnie miejsce w grupie, nie kwalifikując się do 1/8 finału.

### Atlante
30 grudnia 2010 Manco na zasadzie rocznego wypożyczenia został zawodnikiem meksykańskiego zespołu Atlante FC z siedzibą w mieście Cancún. Trener drużyny, Miguel Herrera, przyznał, iż chciał sprowadzić 20-latka do swojego klubu już wcześniej, będąc szkoleniowcem Tecos UAG. Młody Peruwiańczyk zastąpił w Atlante swojego rodaka, Johana Fano, który po wywalczeniu tytułu króla strzelców ligi powrócił do ojczyzny, do Universitario de Deportes. Manco przyleciał do Meksyku 5 stycznia 2011. W nowej drużynie 20-latek zadebiutował 15 stycznia, w wygranym 3:0 spotkaniu drugiej kolejki sezonu Clausura 2011 z Cruz Azul. Zmienił wówczas w 65 minucie Mario Ortiza i zanotował asystę przy trafieniu Christiana Bermúdeza na 2:0. W barwach zespołu Atlante Manco wystąpił w meksykańskiej Ligi MX jeszcze sześciokrotnie, trzy razy wychodząc na plac gry w wyjściowej jedenastce – w 4 kolejce z Pueblą (2:0), 5 kolejce z Guadalajarą (0:2) oraz w 6 kolejce z San Luis (0:0).
10 marca 2011 Manco spóźnił się na trening zespołu Atlante. Na ćwiczenia przybył w bardzo złej kondycji fizycznej. Szkoleniowiec Miguel Herrera i klubowy medyk Juan Manuel Mejía poddali Manco badaniom lekarskim, które wykazały, że znajdował się on pod wpływem alkoholu. Zawodnik usprawiedliwiał swoje spóźnienie domniemanym porwaniem – według wersji Peruwiańczyka został on napadnięty wraz z kuzynem dzień wcześniej w Cancún przez uzbrojonych mężczyzn, jednak ostatecznie udało im się uciec i ukryć w domu trenera przygotowania fizycznego Atlante. W wyniku tej sytuacji Manco rzekomo stracił telefon komórkowy, pieniądze i biżuterię. Piłkarz zgłosił porwanie do sądu stanowego Quintana Roo. Tutaj wyszły na jaw rozbieżności w zeznaniach piłkarza i jego kuzyna (Manco twierdził, że porywaczy było pięciu, a kuzyn mówił o dwóch napastnikach). Na nagraniach z kamer bezpieczeństwa nie zarejestrowano obecności zawodnika i całego zajścia. Dyrektor generalny Atlante, José Antonio García, oznajmił o natychmiastowym rozwiązaniu umowy z Peruwiańczykiem z winy zawodnika, który przychodząc na trening pod wpływem alkoholu poważnie naruszył zasady panujące w klubie. García nazwał Manco mitomanem i przestępcą oraz uznał, że z premedytacją chciał on opuścić klub. Po tym zajściu piłkarz powrócił do ojczyzny i otrzymał ofertę z peruwiańskiej drużyny Sport Boys, rozważał także zakończenie kariery piłkarskiej. Władze zespołu Juan Aurich, z którego Manco wypożyczony był do Atlante, postanowiły nie interweniować w tej sprawie. 24 marca prokurator generalny miasta Cancún ogłosił, iż wniesiona do sądu przez Manco sprawa porwania została unieważniona z powodu fałszywych zeznań gracza, natomiast piłkarzowi w razie ponownego przybycia do Cancún grozi nawet aresztowanie.
Przez następne cztery miesiące Manco pozostawał bez klubu. W tym czasie wziął udział w telewizyjnym reality–show "Amigos y Rivales". Na początku sierpnia 2011 wznowił treningi z zespołem Juan Aurich, prowadzonym przez kolumbijskiego szkoleniowca Diego Umañę. 6 października tego samego roku Peruwiańska Federacja Piłki Nożnej zezwoliła zawodnikowi na występy w oficjalnych meczach Juan Aurich. Swój pierwszy mecz po powrocie do drużyny z Chiclayo Manco rozegrał 15 października w lidze peruwiańskiej ze swoim byłym klubem Alianzą Lima (0:1), kiedy to w 60 minucie zmienił Andersona Cueto. 14 grudnia 2011 Juan Aurich w play–offowym trójmeczu zwyciężył z macierzystym zespołem Manco, Alianzą Lima (1:2, 1:0, 0:0, 3:1 po rzutach karnych), zapewniając sobie pierwszy w historii klubu tytuł mistrza Peru. 21-letni pomocnik pojawił się na placu gry tylko w ostatnim z meczów z Alianzą, w roli rezerwowego.

### León de Huánuco
Pod koniec stycznia 2012 Manco został dyscyplinarnie odsunięty od pierwszej drużyny Juan Aurich, po tym, jak ponownie przyszedł na trening pod wpływem alkoholu. Zarząd klubu zaczął szukać nowego zespołu dla zawodnika; ostatecznie po kilku dniach został on wypożyczony na rok do peruwiańskiego pierwszoligowca – Leónu de Huánuco. W prowadzonej przez urugwajskiego szkoleniowca Aníbala Ruiza ekipie zadebiutował 6 lutego 2012 w meczu towarzyskim z Santiago Wanderers, kiedy to pojawił się na placu gry w drugiej połowie, zanotował asystę przy trafieniu Ramóna Cardozo i obejrzał czerwoną kartkę. Pierwsze oficjalne spotkanie dla Leónu rozegrał 4 marca tego samego roku, wygrane 1:0 z Inti Gas w lidze, wychodząc na plac gry w wyjściowej jedenastce. Podczas czterech miesięcy spędzonych w klubie rozegrał sześć spotkań, z czego cztery w pierwszym składzie i zanotował dwie żółte kartki. Gdy odchodził z Leónu, jego drużyna zajmowała siódme miejsce w tabeli.

### Al-Wakrah
W maju 2012 Manco podpisał czteroletnią umowę z katarskim zespołem Al-Wakrah SC. Prezes Juan Aurich, Edwin Oviedo, wspólnie z zawodnikiem poleciał do Kataru w celu sfinalizowania negocjacji. Kwota transferu oscylowała wokół czterech milionów dolarów. Sam Manco entuzjastycznie podszedł do gry w Al-Wakrah i jednocześnie zadeklarował chęć powrotu do reprezentacji Peru na eliminacje do Mistrzostw Świata 2014. Z gażą 100 tysięcy dolarów miesięcznie został jednym z najlepiej opłacanych graczy w lidze katarskiej. Trzy miesiące później, z powodu przekroczenia limitu obcokrajowców w drużynie, Manco nie został uwzględniony przez sztab szkoleniowy przy ustalaniu składu na przedsezonowe zgrupowanie, natomiast zarząd Al-Wakrah postanowił wypożyczyć zawodnika do innego klubu. Sam piłkarz zaprzeczył tym informacjom i zapewnił, że trenuje z resztą zespołu, jednak ostatecznie nie rozegrał żadnego oficjalnego spotkania w barwach Al-Wakrah i występował jedynie w rezerwach klubu. Jednym z ważniejszych czynników, które zadecydowały o jego niepowodzeniu w Katarze, była zmiana trenera – zaraz po transferze Manco Adnan Dirjal został zastąpiony przez Mehmeda Baždarevicia. Po kilku miesiącach piłkarz powrócił do Peru, gdzie rozpoczął negocjacje transferowe z tamtejszymi i brazylijskimi drużynami – Fluminense FC, CR Flamengo i São Paulo. W jednym z wywiadów uznał, iż ostatnie trzy lata w jego karierze były dla niego straconym czasem.

### UTC
W styczniu 2013 Albert Cabanillas, dyrektor generalny klubu UTC de Cajamarca, który w poprzednim sezonie po dziewiętnastu latach przerwy awansował do pierwszej ligi peruwiańskiej, ogłosił, że Manco zasilił zespół na zasadzie sześciomiesięcznego wypożyczenia. W nowym zespole zadebiutował 24 lutego 2013 w wygranym 3:1 ligowym meczu z Ayacucho FC. Niemal od razu został podstawowym zawodnikiem UTC, szybko osiągnął bardzo wysoką formę, i, jak sam przyznał, odzyskał motywację i radość z gry w piłkę. Jego świetne występy zaowocował zainteresowaniem ze strony czołowego peruwiańskiego zespołu Sporting Cristal, a także rozpoczęły dyskusję w mediach o ewentualnym powrocie zawodnika do reprezentacji kraju.

## Kariera reprezentacyjna

### Wybór kadry
Manco podczas pobytu w Wenezueli po raz pierwszy zaczął grać w piłkę, występował także w tamtejszej reprezentacji do lat 15 na Młodzieżowych Mistrzostwach Ameryki Południowej 2005 w Boliwii. Wiele osób błędnie uważało, że zawodnik urodził się na wenezuelskiej wyspie Margarita i z tego powodu powinien w przyszłości reprezentować barwy dorosłej kadry Wenezueli. Serafín Boutureira, przewodniczący komisji ds. reprezentacji Wenezueli, Amleto Bonaccorso, trener reprezentacji Wenezueli do lat 17 oraz Rafael Esquivel, prezes Wenezuelskiego Związku Piłki Nożnej, kilkakrotnie kontaktowali się w tej sprawie z Manco i jego rodzicami. Ostatecznie 12 marca 2007, po rozmowie rodziców niepełnoletniego zawodnika z władzami Peruwiańskiej Federacji Piłkarskiej Manco zdecydował się wystąpić w kadrze Peru. W wywiadzie, którego udzielił kilka dni później agencji prasowej Andina, powiedział:

Jestem wdzięczny Wenezueli, jest to wspaniały kraj, który dał mi wiele, ale muszę podążać za głosem serca, które wybrało Peru. Moi rodzice są Peruwiańczykami tak samo jak ja. Czuję się Peruwiańczykiem bardziej niż ktokolwiek inny i zawsze chciałem zrobić wszystko, by wystąpić w czerwono-białych barwach.

### U–17
Manco w 2007 roku został powołany przez Juana José Oré na Mistrzostwa Ameryki Południowej U–17 w Ekwadorze. Peruwiańska reprezentacja zajęła pierwsze miejsce w liczącej pięć drużyn grupie A, notując dwa zwycięstwa (2:1 z Brazylią oraz 4:1 z Boliwią), remis (0:0 z Ekwadorem) i porażkę (1:3 z Chile). Manco strzelił po jednym golu w spotkaniach z Brazylią i Boliwią. W rundzie finałowej jego zespół zajął czwarte miejsce (na sześć drużyn) po zwycięstwie z Wenezuelą (2:1), remisach z Ekwadorem (2:2) i Argentyną (1:1) oraz porażkach z Brazylią (0:4) i Kolumbią (0:3). W tej fazie rozgrywek zawodnik Alianzy zanotował trafienie w spotkaniu z Ekwadorem. Ostatecznie Peruwiańczycy zakwalifikowali się na Mistrzostwa Świata U–17 w Korei Południowej, natomiast Manco został wyróżniony nagrodą dla najlepszego gracza południowoamerykańskich mistrzostw, pokonując w oficjalnym plebiscycie CONMEBOL Brazylijczyka Lulinhę, Kolumbijczyka Cristiana Nazaritha oraz Argentyńczyka Eduardo Salvio. Po sensacyjnym zwycięstwie z Brazylią w fazie grupowej filigranowy Peruwiańczyk został porównany przez brazylijską prasę do Romário.
W sierpniu 2007 Manco brał udział w Mistrzostwach Świata do lat 17. Wystąpił wówczas we wszystkich meczach drużyny narodowej – w fazie grupowej, którą Peruwiańczycy zakończyli na pierwszym miejscu, rozegrał spotkania z Koreą Południową (1:0), Togo (0:0) oraz Kostaryką (1:0). W 1/8 finału, w meczu z Tadżykistanem, Manco zdobył bramkę w 13 minucie, wykorzystał także swoją jedenastkę w serii rzutów karnych, wygranej ostatecznie przez Peru 5:4. Zespół peruwiański odpadł z turnieju w ćwierćfinale po porażce 0:2 z Ghaną. Podczas gry w reprezentacji U–17 Manco pełnił rolę lidera prowadzonej przez Juana José Oré peruwiańskiej drużyny.

### U–20
W 2009 roku Manco brał udział w mistrzostwach Ameryki Południowej U–20 w Wenezueli. Wystąpił we wszystkich czterech spotkaniach peruwiańskiej kadry: z Ekwadorem (1:2), Kolumbią (0:1), Argentyną (1:2) i Wenezuelą (1:3). W ostatnim z wymienionych spotkań został ukarany czerwoną kartką w 54 minucie gry. Ostatecznie prowadzona przez Héctora Chumpitaza reprezentacja Peru z czterema porażkami na koncie zajęła ostatnie, piąte miejsce w grupie B, nie kwalifikując się do rundy finałowej.

### Dorosła reprezentacja
W dorosłej kadrze narodowej Peru Manco zadebiutował za kadencji José del Solara, 6 lutego 2008 w przegranym 1:2 towarzyskim spotkaniu z Boliwią. 17-latek wszedł wówczas na plac gry w 62 minucie, zmieniając Sidneya Faiffera.
13 października 2010, po przegranym 0:1 wyjazdowym spotkaniu towarzyskim z Panamą, Manco, wraz z innymi reprezentantami Peru, Jeffersonem Farfánem i Johnem Galliquio, udał się do dyskoteki, gdzie przebywał do późnych godzin porannych. Urugwajski selekcjoner Sergio Markarián odsunął trzech piłkarzy od kadry. Później Manco w wywiadach wielokrotnie przepraszał za swoje zachowanie. Nie znalazł się w składzie na rozgrywany w Argentynie turniej Copa América 2011, gdzie Peruwiańczycy doszli do półfinału i zajęli trzecie miejsce. W czerwcu 2013 Markarián ogłosił, że Manco zostanie powołany na najbliższe spotkania reprezentacji.

## Statystyki kariery

### Klubowe
| Klub          | Sezon     | Kraj     | Rozgrywki          | Liga  | Liga | Puchar kraju | Puchar kraju | Międzynarodowe | Międzynarodowe | Międzynarodowe | Razem | Razem |
| Klub          | Sezon     | Kraj     | Rozgrywki          | Mecze | Gole | Mecze        | Gole         | Rozgrywki      | Mecze          | Gole           | Mecze | Gole  |
| ------------- | --------- | -------- | ------------------ | ----- | ---- | ------------ | ------------ | -------------- | -------------- | -------------- | ----- | ----- |
| Alianza       | 2007      | Peru     | Primera División   | 15    | 1    | ——           | ——           | ——             | ——             | ——             | 15    | 1     |
| Alianza       | 2008      | Peru     | Primera División   | 13    | 2    | ——           | ——           | ——             | ——             | ——             | 13    | 2     |
| PSV Eindhoven | 2008–2009 | Holandia | Eredivisie         | 2     | 0    | 2            | 0            | LM             | 1              | 0              | 5     | 0     |
| Willem II     | 2008–2009 | Holandia | Eredivisie         | 2     | 0    | ——           | ——           | ——             | ——             | ——             | 2     | 0     |
| PSV Eindhoven | 2009–2010 | Holandia | Eredivisie         | 0     | 0    | ——           | ——           | ——             | ——             | ——             | 0     | 0     |
| Juan Aurich   | 2010      | Peru     | Primera División   | 29    | 3    | ——           | ——           | CL             | 7              | 1              | 36    | 4     |
| Atlante       | 2010–2011 | Meksyk   | Primera División   | 7     | 0    | ——           | ——           | ——             | ——             | ——             | 7     | 0     |
| Juan Aurich   | 2011      | Peru     | Primera División   | 6     | 0    | ——           | ——           | ——             | ——             | ——             | 6     | 0     |
| León Huánuco  | 2012      | Peru     | Primera División   | 6     | 0    | ——           | ——           | ——             | ——             | ——             | 6     | 0     |
| Al-Wakrah     | 2012–2013 | Katar    | Qatar Stars League | 0     | 0    | ——           | ——           | ——             | ——             | ——             | 0     | 0     |
| UTC           | 2013      | Peru     | Primera División   |       |      | ——           | ——           | ——             | ——             | ——             |       |       |
| Łącznie       | Peru      | Peru     | Peru               | 69    | 6    | ——           | ——           | CL             | 7              | 1              | 76    | 7     |
| Łącznie       | Holandia  | Holandia | Holandia           | 4     | 0    | 2            | 0            | LM             | 1              | 0              | 7     | 0     |
| Łącznie       | Meksyk    | Meksyk   | Meksyk             | 7     | 0    | ——           | ——           | ——             | ——             | ——             | 7     | 0     |
| Łącznie       | Katar     | Katar    | Katar              | 0     | 0    | ——           | ——           | ——             | ——             | ——             | 0     | 0     |
| Łącznie       | Ogółem    | Ogółem   | Ogółem             | 80    | 6    | 2            | 0            | CL + LM        | 8              | 1              | 90    | 7     |

Ostatnia aktualizacja: 1 stycznia 2013.
Legenda:
- LM – Liga Mistrzów UEFA
- CL – Copa Libertadores

### Reprezentacyjne
| Reprezentacja | Kraj   | Rok    | Łącznie | Łącznie | Towarzysko | Towarzysko |
| Reprezentacja | Kraj   | Rok    | Mecze   | Gole    | Mecze      | Gole       |
| ------------- | ------ | ------ | ------- | ------- | ---------- | ---------- |
| Peru          | Peru   | 2008   | 2       | 0       | 2          | 0          |
| Peru          | Peru   | 2009   | 0       | 0       | 0          | 0          |
| Peru          | Peru   | 2010   | 3       | 0       | 3          | 0          |
| Ogółem        | Ogółem | Ogółem | 5       | 0       | 5          | 0          |

Ostatnia aktualizacja: 1 stycznia 2013.

## Osiągnięcia

### Juan Aurich
- Zwycięstwo
  - Primera División de Perú: 2011 Descentralizado[80]

### Reprezentacja Peru
- Czwarte miejsce
  - Mistrzostwa Ameryki Południowej U–17: 2007[5]

### Indywidualne
- Najlepszy zawodnik Mistrzostw Ameryki Południowej U–17 2007[112]

## Styl gry
Manco jest kreatywnym, dynamicznym i zwrotnym graczem. Jednymi z jego największych atutów są ponadprzeciętnie rozwinięta technika oraz zmiana tempa gry. Peruwiańczyk posiada także dobrą szybkość, przyspieszenie i drybling, często zalicza asysty przy trafieniach kolegów z drużyny. Precyzyjnie wykonuje stałe fragmenty gry. Mankamentem ofensywnie grającego zawodnika jest natomiast stosunkowo mała liczba strzelanych goli, z reguły nie potrafi też ustabilizować swojej formy. Teófilo Cubillas, legendarny piłkarz peruwiański, ogłosił Manco swoim następcą. Filigranowy pomocnik był także porównywany do Ronaldinho, Lionela Messiego czy Hugo Sotila.